# Bawe (Insel)
Bawe (auch Bawi, Baui, ehem. Telegrapheninsel) ist eine kleine Insel des Sansibar-Archipels (Tansania) im Indischen Ozean. Die längliche Insel erstreckt sich von Nordosten nach Südwesten über eine Länge von 1 Kilometer, an der breitesten Stelle misst sie gut 500 Meter. Bawe liegt etwa 5,8 Kilometer vor der Stadt Sansibar an der Westküste von Unguja. Auf der Insel im Privatbesitz befindet sich ein hochklassiges Hotel. Die Gewässer um die Insel sind als Tauchgebiet geeignet.

## Geschichte
In Kolonialzeiten zum Ende des 19. Jahrhunderts war Bawe auch als "Telegrapheninsel" bekannt. Hier mündeten aus verschiedenen Richtungen einlaufende Telegrafen-Kabel. Die deutsche Telegraphen-Kompagnie besaß dort ein kleines Steinhaus, das im Notfall als Telegrafenstation genutzt werden konnte.